# Teofil Merunowicz

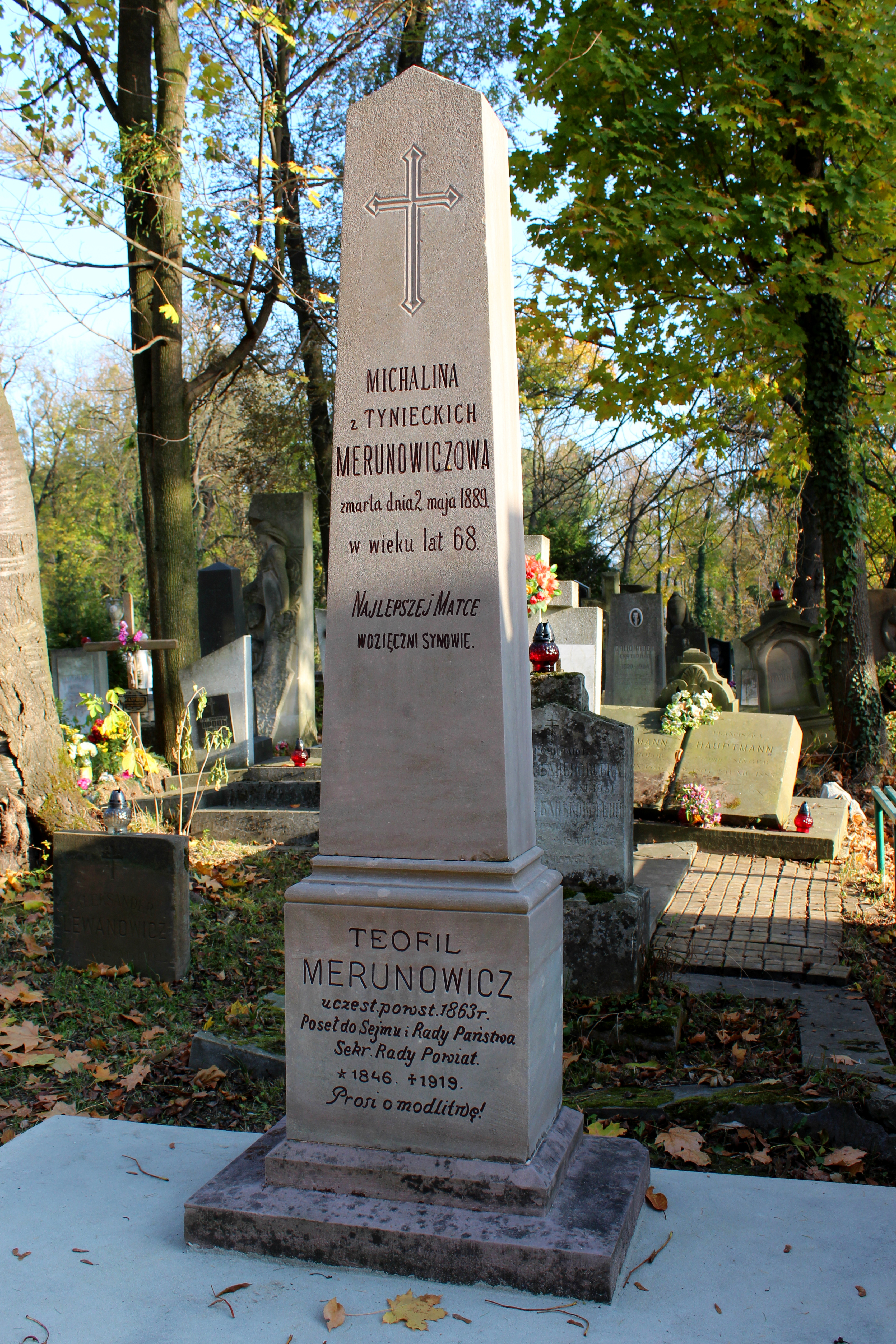

Teofil Merunowicz (ur. 1846 we Lwowie, zm. 11 grudnia 1919 tamże) – poseł do Sejmu Krajowego Galicji V, VI, VII, VIII i IX kadencji (1882–1913), sekretarz rady powiatowej we Lwowie, dziennikarz. Był również w latach 1897–1907 posłem do austriackiej Rady Państwa. Pierwszy prezes Towarzystwa Dziennikarzy Polskich i pierwszy prezes Towarzystwa Związku urzędników Rad powiatowych w Galicji.

## Życiorys
Urodził się w ruskiej rodzinie wyznania greckokatolickiego (obrządek zachował do końca życia). W wieku 17 lat wziął udział w powstaniu styczniowym, 2 lipca 1863 został ranny pod Radziwiłłowem (3 września pod Panasówką), za co został aresztowany i skazany na trzy miesiące pobytu w austriackiej twierdzy Kufstein. W latach 1874–1875 był redaktorem naczelnym dziennika „Ojczyzna”. W latach 1871–1879 był redaktorem solidarystycznego dwutygodnika dla wsi „Zgoda”, od 1893 – przewodniczącym Towarzystwa Dziennikarzy Polskich we Lwowie. Przez 40 lat był dziennikarzem „Gazety Narodowej”. Początkowo reprezentował poglądy demokratyczne, a później zbliżył się do obozu Podolaków. Zwalczał ruch syjonistyczny i próby polsko-ukraińskiego porozumienia. Był propagatorem braterstwa polsko-ruskiego. W parlamencie był jednym z czołowych polityków klubu tzw. demokratów bezprzymiotnikowych. Sprawował także urząd wiceprezydenta Lwowa. Autor książki pt. Wewnętrzne sprawy Galicy (wyd. Lwów 1876). Podczas inwazji rosyjskiej opublikował artykuł Rola Polaków w Wiedniu, ogłoszony w listopadzie 1914 w „Dzienniku Polskim”, wskutek czego po uwolnieniu Lwowa w 1915 został przez władzę austriackie postawiony przed sąd wojskowy i więziony na jeden rok za «zdradę stanu», co podkopało bardzo jego zdrowie. Zmarł 11 grudnia 1919 w 75 roku życia we Lwowie. Obrzęd pogrzebowy był zaplanowany w sobotę 13 grudnia o godz. 2 po południu z domu żałoby przy ul. Kochanowskiego na Cmentarzu Łyczakowskim, gdzie Teofil Merunowicz został pochowany.

## Życie prywatne
Był bratem Był bratem Józefa. Miał córkę Marię, żonę urzędnika Galicyjskiego banku ziemskiego w Łańcucie (zm. 1912).